# It Doesn't Matter (cântec de September)
It Doesn't Matter este cel de-al patrulea single extras de pe albumul In Orbit, al cântăreței de origine suedeză, Petra Marklund.

## Informații generale
În primăvara anului 2006 a fost lansat cel de-al patrulea extras pe single de pe albumul In Orbit, intitulat It Doesn't Matter. Acesta a fost compus, ca și restul albumului de către Jonas von der Burg, Anoo Bhagavan, Nicklas von der Burg și Niclas von der Burg. Aceasta are 3 minute și 45 de secunde, urmărește genul Electronic/House proeminent al albumului. Textul melodiei vorbește despre relația din Marklund și presupusul său iubit. După presupusa despărțire a lor ea îi spune că orice ar face nu mai contează contează.
Spre deosebire de single-ul precedent, piesa It Doesn't Matter a fost difuzată frecvent de posturile radio din România, unde a obținut poziția cu numărul 66 în topul celor mai difuzate pise. În Polonia, melodia a devenit un hit, câștigând locul 20, iar în Rusia a evoluat slab, reușind să obțină un dezamăgitor loc 121. It Doesn't Matter nu a fost lansat ca și single în Suedia, motiv pentru care nu a intrat în topurile din această țară. Melodia a fost destul de necunoscută în Polonia până în momentul în care September a participat la Festivalul Sopot, din anul 2007.
It Doesn't Matter nu a beneficiat de un videoclip oficial, însă fanii formației September au creat câteva videoclipuri neoficiale pe care le-au postat pe site-ul Youtube.

## Poziții ocupate în topuri
| Topul (2006)           | Poziția maximă |
| ---------------------- | -------------- |
| Polish National top 50 | 20             |
| Romanian top 100       | 66             |
| Russian Charts         | 121            |